# كأس أمم أوقيانوسيا تحت 20 سنة
كأس أوقيانوسيا للأمم تحت 20 سنة هي مسابقة كرة قدم ينظمها اتحاد أوقيانوسيا لكرة القدم للمنتخبات تحت 20 سنة